# Nanosensor
Un nanosensor és qualsevol punt sensorial biològic, químic o físic utilitzar per captar i transmetre informació sobre nanopartícules al món macroscòpic. El seu ús és principalment per a temes mèdics i com a punt inicial per construir altres nanoproductes tals com xips d'ordinador que treballen a nanoescala o nanorobots. Actualment hi ha diverses maneres proposades de fer nanosensors, tals com la litografia top-down i muntatge bottom-up o l'automuntatge molecular.